# Tutta la luce che non vediamo
Tutta la luce che non vediamo (All the Light We Cannot See) è un romanzo scritto nel 2014 da Anthony Doerr, pubblicato da Scribner il 6 maggio 2014. Nel 2015 ha vinto il Premio Pulitzer per la narrativa e la Medaglia Andrew Carnegie per l'eccellenza nella narrativa.
Ambientato nella Francia occupata durante la seconda guerra mondiale, il romanzo è incentrato su una ragazza francese cieca e un ragazzo tedesco i cui sentieri alla fine si incrociano.

## Trama
Nel 1934 Marie-Laure LeBlanc è una bambina cieca di sei anni che vive a Parigi con suo padre, il mastro fabbro del Museo di Storia Naturale. Suo padre costruisce un modello in scala del loro quartiere per aiutarla a visualizzare ciò che la circonda.
In Germania, Werner Pfennig, 8 anni, è un orfano nella città di Zollverein, dove si estrae il carbone. Werner è eccezionalmente brillante e ha un'abilità naturale nel riparare le radio. Dopo averne trovata una rotta con sua sorella Jutta, la aggiusta e la usa per ascoltare programmi scientifici e musicali trasmessi in Europa.
Quando la Germania invade la Francia nel 1940, Marie-Laure e suo padre fuggono nella città costiera di Saint-Malo per rifugiarsi dallo zio Etienne, un veterano recluso che trascorre il suo tempo a trasmettere vecchi dischi. L'abilità di Werner gli fa guadagnare un posto al National Political Institute of Education di Schulpforta, un collegio che insegna valori nazisti. Werner è obbediente e altamente efficiente nel lavoro. La sua età viene erroneamente aumentata sui registri e viene presto collocato nella Wehrmacht, con il compito di monitorare i segnali nemici illegali accanto a Volkheimer, un gigantesco ma gentile soldato di Schulpforta.
Mentre le forze alleate assediano Saint-Malo, Werner resta intrappolato sotto un mucchio di macerie, dove rimane in vita senza cibo o acqua per giorni solo ascoltando le trasmissioni radiofoniche di Marie-Laure in cui quest’ultima legge il romanzo di Jules Verne, Ventimila leghe sotto i mari, scritto in Braille.
La storia termina nel 2014 con Marie-Laure, che ora ha 86 anni, mentre cammina con suo nipote Michel nelle strade di Parigi, dove è cresciuta.

## Accoglienza
Tutta la luce che non vediamo è stata accolto positivamente dalla critica. William T. Vollmann, scrivendo per il New York Times Book Review, ha elogiato lo stile di scrittura del romanzo e lo sviluppo del personaggio di Marie-Laure, che definisce "una creazione squisitamente realizzata", ma ha criticato gli stereotipi del nazismo. Carmen Callil, al contrario, ha dichiarato che "i capitoli sulla scolarizzazione di Werner... sono i migliori del libro" in una recensione su The Guardian. Pur applaudendo l'attenzione di Doerr per i dettagli, considera il romanzo troppo lungo e il dialogo troppo americano.
In una recensione su The Boston Globe, John Freeman elogia il lavoro di Doerr, definendo il suo linguaggio "fresco" e osservando come "permette ai dettagli semplici di dire molto". Amanda Vaill, in una recensione sul Washington Post, ammira come il libro sia "raccontato in modo allarmante, magnificamente scritto e così emotivamente plasmato che alcuni passaggi sono commoventi, [ma] è completamente privo di carattere". Ha aggiunto che "Ogni frammento di retroscena rivela informazioni che caricano di significato la narrativa emergente, finché alla fine la scatola del puzzle della trama non si apre per rivelare il tesoro nascosto al suo interno."
In una recensione critica, Leah Jeresova elogia "l'attenzione al tema dell'empatia umana" di Doerr, ma afferma che "un grave difetto del romanzo è l'incapacità di Doerr di analizzare le radici della catastrofe della seconda guerra mondiale".
Il romanzo ha trascorso 130 settimane consecutive nella lista dei best seller del New York Times per la fiction a copertina rigida. Il New York Times lo ha anche nominato uno dei suoi 10 migliori libri dell'anno. Il romanzo è stato selezionato per il National Book Award.

## Adattamento televisivo
Nel 2023 è stata prodotta una miniserie televisiva in 4 puntate, tratta dal romanzo. Gli ideatori sono stati Shawn Levy e Steven Knight e la miniserie è stata trasmessa su Netflix.

## Edizioni italiane
- Anthony Doerr, Tutta la luce che non vediamo, traduzione di it. di  D. A. Gewurz e  I. Zani, Rizzoli, 2014, ISBN 978-88-17-09317-0.